# 「救い」の正体
「救い」の正体（すくいのしょうたい　ISBN 4796694617）は、1999年9月に宝島社のムックシリーズ別冊宝島の461号として出版された書籍。米本和広により月刊現代に掲載された新宗教関連のレポートを中心に構成されている。のちに、『「カルト」の正体』(ISBN 4796616853)と改題されて宝島文庫として出版された。
本書で大きく取り上げられた団体は、当時社会問題を起こしていた、ライフスペースや法の華三法行、ヤマギシ会、青年層を中心に勢力を拡大する顕正会や親鸞会といった仏教系新宗教団体、日本国内で勢力（信者数だけではなく、政財界へ）を拡大しているエホバの証人や統一協会などである。また過去に話題になった、イエスの方舟の代表者へのインタビューも収録されている。

## 同書を巡る取り上げられた各教団関係者（信者やシンパ、批判団体等）の動き

### ライフスペース及び法の華三法行
両団体が共に事実上消滅したため、現在これらの教団関係者の批判等はない。

### 顕正会関連
顕正会擁護する立場で制作されたウェブサイトが同団体の公式サイトのみということと、インターネット上で反顕正会を標榜する全てのウェブサイトと重複する部分が多く、特定団体色の強いウェブサイトでも石山系諸団体の内情に疎い人間の目を引く批判的な記述の立場による齟齬が少なく、折伏大行進に関する悪評（だまし討ちや暴力的な勧誘）が全ての石山系諸団体で（この中には顕正会自身も含まれている）隠匿される傾向があるため、深く突っ込まれない程度の参考資料として紹介される程度である。

### 統一協会関連
ドキュメント「救出」で鈴木健（仮名。当初は本人の希望により実名の公開を希望していたが、諸事情により仮名になった。）脱会工作に初期段階で関わったと人物から彼自身に関する描写に問題が有るとした抗議が執筆者に送られている、この問題については『教祖逮捕―「カルト」は人を救うか』 （ISBN 4796617191）に収録されている。

### ヤマギシ会関連
「一部のヤマギシ会批判団体」の会合で「テロその物の報復を行えと言った過激な言動が見られた」という記述について、一部のヤマギシ会批判団体から同書の出版を差し止める内容証明が宝島社へ送られた（カルトの正体より）が、その後法的な措置をとったか不明。

### 親鸞会関連
「大学内で勧誘されて親鸞会の信者になった子を持つ親と自称している管理人」が運営する、親鸞会の真実　なにが息子を変えたのかではウェブサイト内の親鸞会はカルトか、伝統仏教か？同ページのInternet Archive保存ログリストと言うページで、所詮宝島社の本、他のカルトについては正確だが親鸞会に関する悪評部分は脱会者の誹謗中傷と言う評価をしているが、扱っているページの名前自体が同書で親鸞会を扱った部分と同じなのは偶然なのか狙ってやっているのかに疑問符がつく。また親鸞会以外の宗教団体の記事の記載は全て正確と言わんばかり書き方をしているが、「親鸞会がカルトなら親鸞の教えもカルト」といった彼らの物差しで教義が正しい団体が社会的にも正しいと言うカルト信者によく見られる主張をするなど、「大学内で勧誘されて親鸞会の信者になった子を持つ親」という立場も正確か疑問である。
「自称脱会者」が運営する浄土真宗親鸞会について考えるページ　ジャンヌの親鸞会とは同ページのInternet Archive保存ログリストではタイトルが煽動的でマトモな本でないと取れる紹介の仕方をしているが、中立を標榜しながら他の書籍の紹介でも親鸞会に好意的な書籍（手放しで賞賛した資料中に統一協会の先兵として、月刊『創』紙上での浅見定雄に対する捏造報道を行った室生忠によって執筆された書籍が含まれている。）や親鸞会側の資料はその主張を全面的に受け入れるが、親鸞会に都合の悪い資料に付いては恣意的な引用を行う、社会的な問題を扱わないとしながらも管理人の考え同ページのInternet Archive保存ログリストのフランスにおけるセクト教団の説明では意図的な改竄（全部で22項目のうち、5項目の紹介のみ、新しい型の宗教組織による法の侵害に関するEC議会決議の存在の無視）しフランスの基準でもカルトではないと言う人権及び基本的自由を侵害するセクト的運動の防止及び取り締まりを強化する2001年6月12日の法律第2001-504号(1)の珍説を公開するなど、「このウェブサイトの書籍や資料の紹介は資料を探す際のとっかかりとしては兎も角、内容の紹介は親鸞会の賞賛が目的であり信用するに値せず。」としかWikipedia上で許される表現方法がない。
親鸞会に関する書籍の紹介を行っているメディアの見た親鸞会同ページのInternet Archive保存ログリストという2003年10月に開設されたウェブサイトでは様々な資料を集めたと称して、親鸞会を賞賛する内容の書籍のみを紹介し、同書を始めとする批判的な書籍に一切触れていない。
「浄土真宗親鸞会批判の真実——『家族の絆』の正体——」と言う親鸞会ウェブサイトでは、この書籍の内容はむろんのこと、『オウム真理教における「悟り」と「解脱」』（日本宗教学会第55回学術大会用の発表原稿　弓山達也　1996年　）に記載されたオウム真理教や統一協会等と似た傾向を持つと指摘や『浄土の本—極楽の彼岸へ誘う 阿弥陀如来の秘力　NEW SIGHT MOOK Books Esoterica 7』（ISBN 4056000824 学研 1996年）の創価学会の折伏大行進に匹敵する勧誘の激しさ等の1990年代中盤に発表された資料や書籍でも指摘された、親鸞会に関する悪評も含めて、オウムも統一教会も親鸞会も一緒にしたかったというページを設けて、全て元統一協会信者の妻を持つある西本願寺僧侶による捏造であるとの主張（「あのウェブサイトの管理者は、親鸞会に都合の悪い意見を言うから西本願寺もしくは京都の某布教師グループ関係者」という同様の主張が2005年末に相次いで開設された親鸞会批判ウェブサイトへの反論でも行われている）を行っているほか、ほぼ全ての親鸞会に好意的なウェブサイト（同団体の公式サイトは言うに及ばす、支部レベルや個人サイトまで）がリンクしていることから、同団体の講談社や学研、宝島社といった紙媒体メディア企業や「所詮外務省外郭団体」の運営する公式サイト、大学教授に対しては弱腰だが、後ろ盾のない人間によるインターネット上での批判意見に対する反撃の強烈さがうかがえる。